# Varpojärvi
Varpojärvi är en sjö i kommunen Lieksa i landskapet Norra Karelen i Finland. Sjön ligger 166,6 meter över havet. Den är 11,4 meter djup. Arean är 56 hektar och strandlinjen är 5,79 kilometer lång. Sjön  ingår i Vuoksens huvudavrinningsområde.   Den ligger omkring 86 kilometer nordöst om Joensuu och omkring 460 kilometer nordöst om Helsingfors. 